# Jay Carney
James Carney, detto Jay (Washington, 22 maggio 1965), è un politico, giornalista e funzionario statunitense, Portavoce della Casa Bianca dal 2011 al 2014.
Carney, dopo essersi laureato con un bachelor a Yale nel 1987, cominciò a lavorare per il TIME come corrispondente da Mosca, occupandosi in particolare dello scioglimento dell'URSS. Successivamente rientrò negli Stati Uniti per scrivere riguardo alle presidenze di Bill Clinton e George W. Bush. Fu uno dei pochissimi giornalisti a bordo dell'Air Force One di Bush l'11 settembre 2001.
Dopo una parentesi come corrispondente per la CNN, Carney accettò l'incarico di direttore delle comunicazioni per il Vicepresidente degli Stati Uniti d'America Joe Biden. Mantenne l'incarico fino al gennaio 2011, quando fu chiamato a prendere il posto del portavoce presidenziale Robert Gibbs.
Il 30 maggio 2014 Carney lascia la sua carica di Portavoce alla Casa Bianca, per essere sostituito da Josh Earnest.
Lunedì 2 marzo 2015 assume il ruolo di Vicepresidente per gli affari aziendali in tutto il mondo per Amazon.
Carney è sposato con la giornalista della ABC Claire Shipman e la coppia ha due figli.